# To Love Somebody
"To Love Somebody" là một bài hát do Barry và Robin Gibb sáng tác. Được Robert Stigwood sản xuất, bài hát này là đĩa đơn thứ hai của Bee Gees trích từ album quốc tế đầu tiên của họ, Bee Gees 1st, phát hành năm 1967. Bài hát đạt tới vị trí17 tại Mỹ và 41 tại Vương quốc Anh. Bài hát mặt B là "Close Another Door".Discogs.com.</ref> Đĩa đơn này được RSO Records tái phát hành vào năm 1980 với bài "How Can You Mend a Broken Heart" ở mặt kia. Bài hát xếp ở vị trí thứ 94 trên danh sách của tạp chí NME "100 bài hát hay nhất của những năm sáu mươi". Bài này là một hit nhỏ ở Anh và Pháp, đạt đến top 20 ở Mỹ và top 10 tại Canada.
Bài hát đã được nhiều nhạc sĩ khác hát lại, trong số đó có Nina Simone với phiên bản đạt vị trí thứ 5 tại Anh vào năm 1969, Michael Bolton hát lại với phiên bản đạt vị trí 11 ở Mỹ và 16 ở Anh vào năm 1992.

## Nhạc phim
"To Love Somebody" xuất hiện trong các phim I Love You Phillip Morris, Y Tu Mamá También, Melody, The Wrong Man, My Entire Life and 50/50.